# Gilean
Gilean es el dios neutral del mundo ficticio de Dragonlance. Fue creado por Caos, padre de los dioses, y es hermano de Paladine, dios del Bien, y Takhisis, diosa del Mal, entre los cuales debe mantener el equilibrio. Se le asocia con el conocimiento y sus símbolos son un libro abierto y el color gris.

## Descripción
Gilean, patriarca de los dioses neutrales, guarda el libro de todo el conocimiento y los auténticos nombres, el Tobril, que contiene toda la sabiduría acumulada por los dioses. Antes de la creación, el Sumo Dios escribió el Tobril para consignar en él los diseños del universo. Después de la creación, ninguno entre los dioses fue lo bastante de confianza como para guardar el Tobril, porque sus secretos eran más poderosos que los propios dioses. Así, el Sumo Dios buscó por todo Krynn un mortal de confianza, escrutó en las profundidades del tiempo. Y sólo halló un alma de confianza: Gilean, un escriba tan escrupuloso que nunca había escrito un error. El Sumo Dios trajo a Gilean de vuelta al alba de la creación y le confió el Tobril diciéndole: "Lee los pasajes que puedas. Su conocimiento te hará un dios igual a todos los demás. Pero guarda este conocimiento de todos los dioses y mortales, porque el día que otro lo lea, tú deberás morir". Y así Gilean leyó el Tobril, y lo ha guardado fielmente desde entonces. Pero incluso algunos pasajes se hallan sellados a sus ojos, y sólo pueden ser leídos por el Sumo Dios.
El Sumo Dios hizo a Gilean no sólo el guardián del Tobril, sino también el cabeza de los dioses neutrales en mantener el equilibrio entre las familias del Bien y del Mal. El Sumo Dios escribió este destino para Gilean en las estrellas, colocando su constelación en el cielo nocturno entre la de Paladine y la de Takhisis. Las mantiene separadas a fin de evitar que luchen y destruyan toda la creación.
Gilean reside en el Valle Escondido, un valle de perfección, paz y serenidad que existe en todas partes y en ninguna parte. A veces, fieles devotos de Gilean pueden hallar ese Valle Escondido.

### Motivación
Aunque Gilean sabe que el Bien ha de ganar la Guerra de la lanza para que Krynn sobreviva, teme que las fuerzas del Bien inclinen demasiado la balanza hacia su lado. La fuerza de los dioses del Bien sobrepasa a veces su sabiduría. El militarista Kiri Jolith demuestra ser una preocupación especial. Gilean está preocupado también por Takhisis que, herida por la derrota, se alzará probablemente muy pronto. Los sacerdotes de Gilean tienen la tarea doblemente difícil de observar ambas facciones extremas, el Bien y el Mal. Gilean busca más adoradores y sacerdotes para que le ayuden a salvaguardar el equilibrio.

### Avatares
Gilean toma la forma de un erudito de mediana edad cargado de libros, ocupado en un tema en particular y ajeno a todo lo demás. Este avatar masculino o femenino puede aparecer como un humano, elfo, enano o kender. Aunque al parecer absorto en sí mismo, Gilean comprueba astutamente las ideas preconcebidas de la gente con la que se encuentra. Aquellos que aprenden algo de esas comprobaciones ganan un poco del conocimiento secreto o una respuesta a una cuestión turbadora.
Se dice que Astinus, el historiador de Palanthas es una personificación de Gilean en Krynn.

### Adoración
Otros nombres: Gilean el Libro, Viajero Gris, Sabio, Puerta de las Almas,La Puerta.
Género: Masculino
Plano natal: Oposición Concordante
Símbolo: Libro Abierto. 
Colores: Gris. 
Ámbito de influencia: Conocimiento.

## Sacerdocio
Los sacerdotes de Gilean sirven en un templo o universidad y buscan insaciablemente el conocimiento. Una vez cada cuatro años, uno de ellos debe escribir un largo ensayo relativo a algún tema metafísico o filosófico. Esta tesis debe ser presentada al templo o universidad donde sirva el sacerdote. Si se siente complacido con la tesis, Gilean la distribuye mágicamente a las bibliotecas de todos sus templos en Ansalón. Si no se siente complacido, el sacerdote debe reescribirla.
Ningún sacerdote de Gilean puede quemar jamás un libro. Una transgresión así requiere una búsqueda y una expiación por el sacerdote ofensor.
Un mes cada año, un sacerdote de Gilean debe servir al público como historiador, consejero, juez o árbitro. Haciendo esto, el sacerdote realiza en la tierra los mismos esfuerzos pacificadores que el dios realiza entre los de su rango.
- Datos: Q4822633